# Podejźrzon

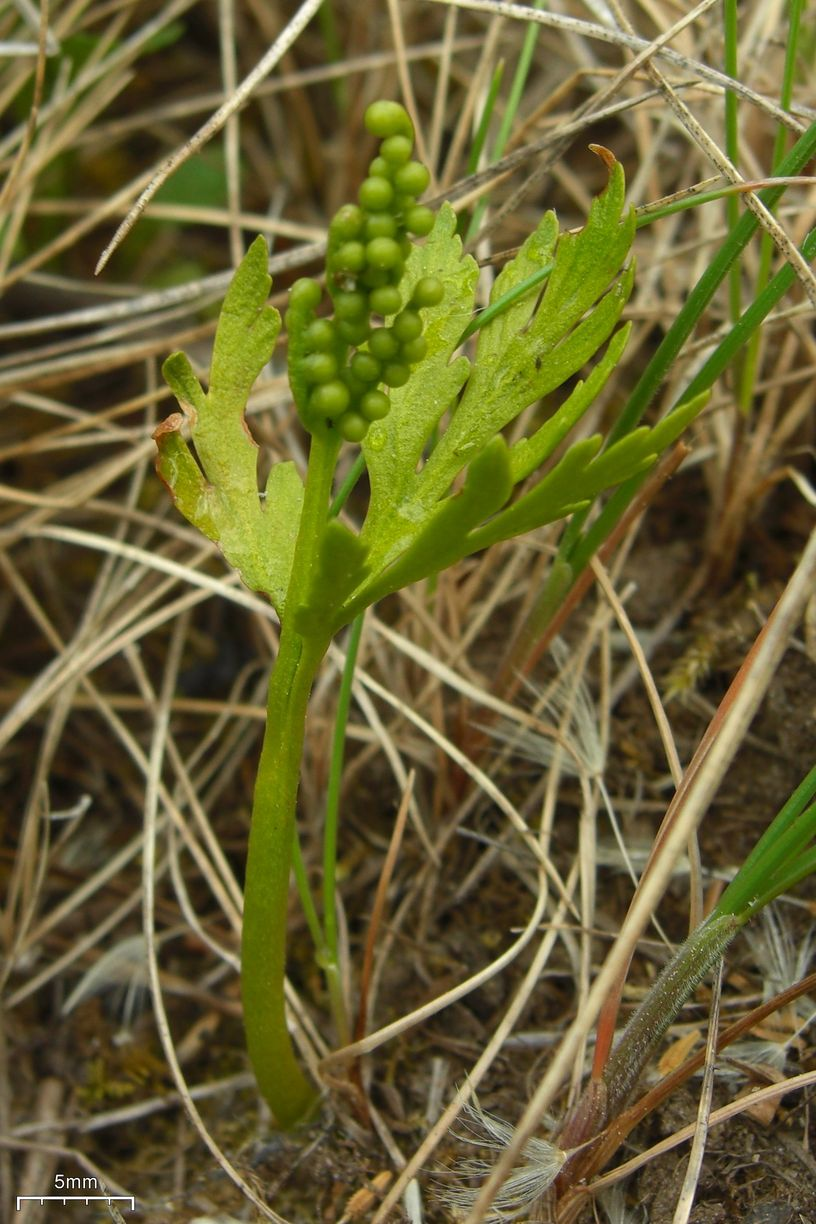
Podejźrzon lancetowaty

Podejźrzon (Botrychium Sw.) – rodzaj roślin z rodziny nasięźrzałowatych (Ophioglossaceae). W szerokim ujęciu obejmuje ok. 50, 56 lub 63 gatunki. Bywa rozdzielany na 4 lub 5 rodzajów i wówczas do Botrychium sensu stricto zalicza się 35 gatunków. Zasięg występowania rodzaju jest rozległy (zarówno w szerokim, jak i w wąskim ujęciu) – są to rośliny niemal kosmopolityczne, jednak z reguły rzadko spotykane. Rośliny naziemne lub rozwijające się w szczelinach skał, zasiedlają najczęściej tereny leśne i zbiorowiska trawiaste. Mają mięsiste kłącza i obligatoryjnie zależne są od mykoryzy. Ze względu na oryginalny pokrój i rzadkość występowania uważane były w wielu społecznościach za rośliny magiczne, zwłaszcza podejźrzon księżycowy B. lunaria. Gatunek ten wykorzystywany był także jako roślina lecznicza. Jego młode pędy spożywane były w Azji jako warzywo (Maorysi na Nowej Zelandii podobnie spożywali pędy B. australe).

## Rozmieszczenie geograficzne

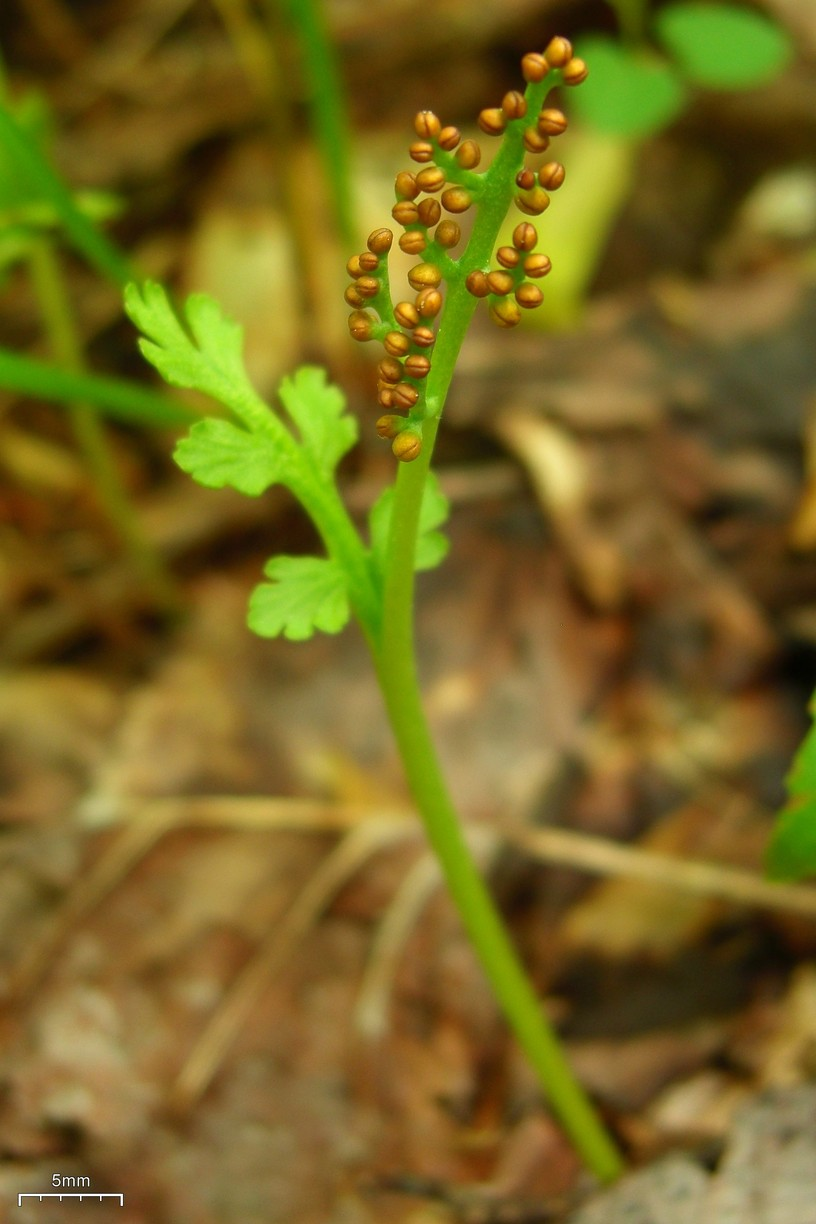
Podejźrzon marunowy

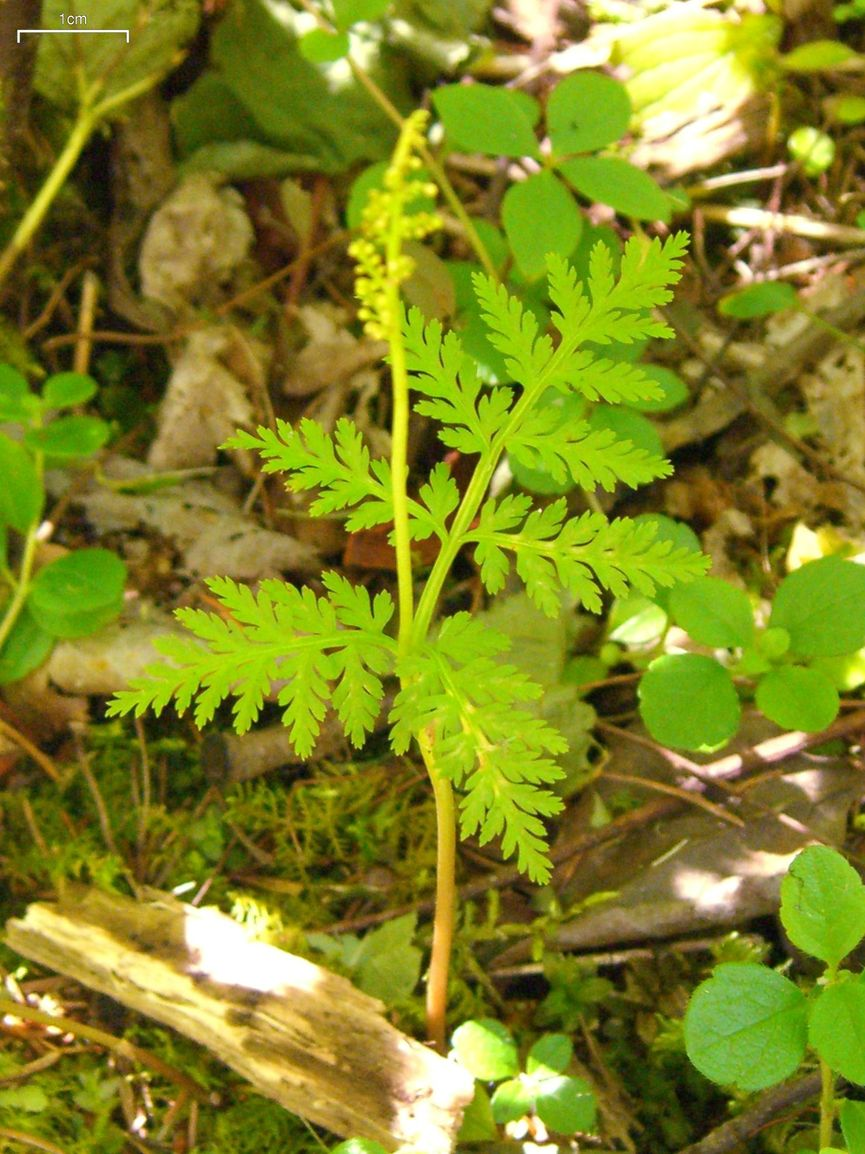
Podejźrzon wirginijski

Rośliny te są niemal kosmopolityczne, z centrum zróżnicowania w Ameryce Północnej (gdzie rośnie ich ok. 30 gatunków) oraz we wschodniej Azji (w Chinach 12 gatunków). W Europie rośnie 7 gatunków, z czego 6 w Polsce. Związane są z obszarami na wyższych szerokościach geograficznych lub wysokościach nad poziomem morza, zwłaszcza w strefie międzyzwrotnikowej występują na obszarach górskich. 
Gatunki flory Polski
- podejźrzon księżycowy (Botrychium lunaria (L.) Sw.)
- podejźrzon lancetowaty (Botrychium lanceolatum (S. G. Gmel.) Ångstr.) – gatunek w Polsce wymarły
- podejźrzon marunowy (Botrychium matricariifolium (Retz.) A. Braun ex W. D. J. Koch)
- podejźrzon pojedynczy (Botrychium simplex E. Hitchc.)
- podejźrzon rutolistny (Botrychium multifidum (S. G. Gmel.) Rupr.)
- podejźrzon wirginijski (Botrychium virginianum (L.) Sw.)[13]

## Morfologia

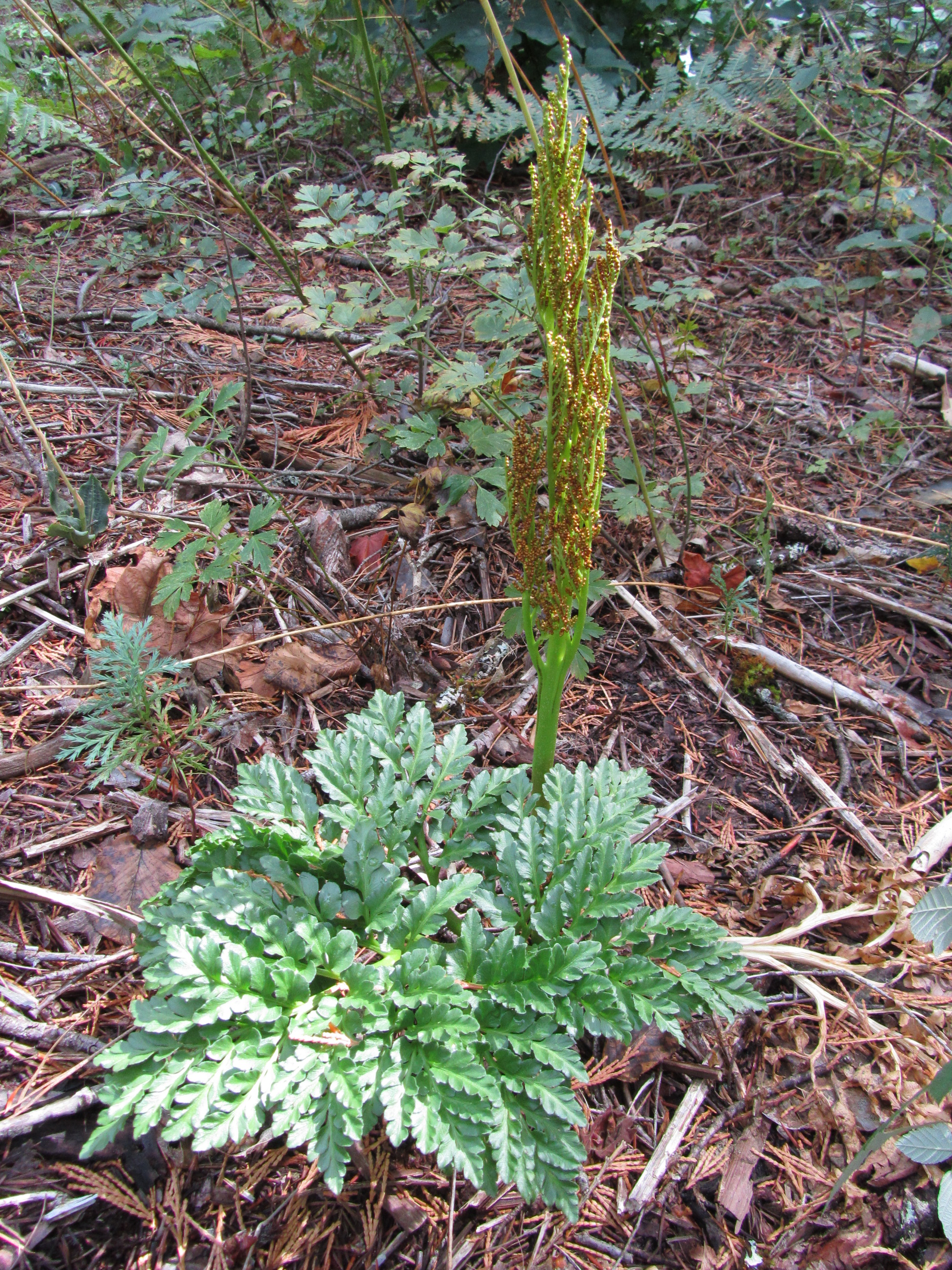
Podejźrzon rutolistny

GametofitMięsisty, bezzieleniowy, rozwija się pod ziemią jako myko-heterotrof (pasożytując na grzybach). Ma kształt szerokojajowaty o długości 1–10 mm i szerokości  1–3 mm, nie rozgałęzia się.
SporofitKłącze podziemne krótkie, rosnące prosto ku górze, o średnicy do 5 mm, nagie lub pokryte długimi włoskami, bez łusek, rozmnóżek na nim brak lub są drobne, kulistawe. Korzenie rzadko rozgałęzione, żółtawe do czarnych, o średnicy 0,5–2 mm, gładkie lub korkowaciejące na brzegach. Z kłącza co roku wyrasta pojedynczy liść (rzadko dwa) podzielony na część asymilacyjną (płonną) i zarodnionośną (płodną), przy czym obie są mniej lub bardziej podzielone, rzadko blaszka jest pojedyncza. Wspólny odcinek dla obu części liścia jest gruby, zwykle mięsisty, nagi lub owłosiony. Blaszka asymilacyjna o kształcie od równowąskiego do podługowatego i trójkątnego, pojedyncza do 5-krotnie złożonej pierzasto, o długości od 4 do 25 cm i szerokości od 1 do 35 cm. Poszczególne odcinki liścia rozpostarte lub wzniesione, kształtu od równowąskiego, poprzez lancetowaty do wachlarzowatego. Całobrzegie lub na brzegu ząbkowane albo postrzępione. Wiązki przewodzące nie łączą się ze sobą, rozwidlają się dychotomicznie i układają się równolegle, łukowato, rozchodzą się wachlarzowato lub pierzasto. Część zarodnionośna oddziela się od wspólnego trzonu na różnej wysokości – tuż przy powierzchni ziemi lub wyżej, od nasady blaszki liścia asymilacyjnego. Jest pojedynczo do trzykrotnie podzielona. Zarodnie rozwijają się w dwóch szeregach wzdłuż brzegów odcinków tej części liścia. Są siedzące do krótkoszypułkowych, kulistawe, nagie, otwierają się pękając poprzeczną szczeliną.

## Systematyka
Synonimy
Botrypus Michx., Japanobotrychium Masam., Lunularia Batsch, Osmundopteris (J.Milde) Small, Sceptridium Lyon
Pozycja systematyczna
Rodzaj podejźrzon Botrychium jest jednym z kilku wyróżnianych w obrębie rodziny nasięźrzałowatych (Ophioglossaceae), przy czym tradycyjnie wyróżnia się ich cztery, ale w przypadku podzielenia Botrychium na cztery lub pięć mniejszych rodzajów – odpowiednio więcej. W obrębie rodziny siostrzanym rodzajem jest Helminthostachys, pozycję bardziej bazalną zajmuje rodzaj nasięźrzał Ophioglossum, a bazalnym dla całej rodziny rodzajem jest Mankuya.
Rodzaj Botrychium sensu lato bywa rozdzielany na cztery lub pięć mniejszych rodzajów na bazie kryteriów morfologicznych i molekularnych, potwierdzanych datowaniem odległego w czasie rozdzielenia się poszczególnych linii rozwojowych (57–23 miliony lat temu). Wyróżniane są następujące drobne rodzaje: Botrychium s.s., Botrypus, Japanobotrychium, Osmundopteris i Sceptridium. 
W przypadku podziału rodzaju jego tradycyjne, szerokie ujęcie odpowiada podrodzinie Botrychioideae C.Presl, Suppl. Tent. Pterid.: 42. 1845.
Wykaz gatunków (w szerokim ujęciu)
- Botrychium acuminatum W.H. Wagner
- Botrychium ascendens W.H. Wagner
- Botrychium australe R. Br.
- Botrychium biternatum (Savigny) Underw.
- Botrychium boreale J. Milde
- Botrychium campestre W.H. Wagner & Farrar
- Botrychium chamaeconium Bitter & Hieron.
- Botrychium crenulatum W.H. Wagner
- Botrychium daucifolium Wall. ex Hook. & Grev.
- Botrychium decompositum M. Martens & Galeotti
- Botrychium decurrens Ching
- Botrychium dissectum Spreng.
- Botrychium dusenii Alston
- Botrychium echo W.H. Wagner
- Botrychium formosanum Tagawa
- Botrychium gallicomontanum  Farrar & Johnson-Groh
- Botrychium hesperium (Maxon & R.T. Clausen) W.H. Wagner & Lellinger
- Botrychium japonicum (Prantl) Underw.
- Botrychium jenmanii Underw.
- Botrychium lanceolatum (S.G. Gmel.) Ångström – podejźrzon lancetowaty
- Botrychium lanuginosum Wall. ex Hook. & Grev.
- Botrychium leptostachyum Hayata
- Botrychium longipedunculatum Ching
- Botrychium lunaria (L.) Sw. – podejźrzon księżycowy
- Botrychium lunarioides (Michx.) Sw.
- Botrychium manshuricum Ching
- Botrychium matricariae (Schrank) Spreng.
- Botrychium matricariifolium (Döll) A. Braun ex W.D.J. Koch – podejźrzon marunowy
- Botrychium minganense Vict.
- Botrychium modestum Ching
- Botrychium montanum W.H. Wagner
- Botrychium mormo W.H. Wagner
- Botrychium multifidum (S.G. Gmel.) Rupr. – podejźrzon rutolistny
- Botrychium nipponicum Makino
- Botrychium officinale Ching
- Botrychium oneidense (Gilbert) House
- Botrychium pallidum W.H. Wagner
- Botrychium paradoxum W.H. Wagner
- Botrychium parvum Ching
- Botrychium pedunculosum W.H. Wagner
- Botrychium pinnatum H. St. John
- Botrychium pseudopinnatum W.H. Wagner
- Botrychium pumicola Coville ex Underw.
- Botrychium robustum (Rupr.) Underw.
- Botrychium rugulosum W.H. Wagner
- Botrychium schaffneri Underw.
- Botrychium simplex E. Hitchc. – podejźrzon pojedynczy
- Botrychium socorrense W.H. Wagner
- Botrychium spathulatum W.H. Wagner
- Botrychium strictum Underw.
- Botrychium subbifoliatum Brack.
- Botrychium sutchuanense Ching
- Botrychium tolucaense W.H. Wagner & Mickel
- Botrychium underwoodianum Maxon
- Botrychium virginianum (L.) Sw. – podejźrzon wirginijski
- Botrychium yunnanense Ching

## Nazwa
W dawnej europejskiej literaturze najczęściej opisywano podejźrzona księżycowego. Ze względu na kształt liści nazwa często nawiązywała do księżyca. W XV wieku nazywaną go polsku miesięcznikiem, nawiązując do nazwy łacińskiej lunaria minor. Podobnie jest m.in. w językach bułgarskim (лунна папрат trb. łunna paprat trl. lunna paprat) czy serbsko-chorwackich (mesećina, mladomesecina, manja mesećina).
Marcin z Urzędowa jako alternatywną nazwę podaje zapartnica, a Marcin Siennik używa nazwy podeźrzał. Nazwa ta się później przyjęła w różnych wariantach (podeźron, podeźrał, podeyrzon, podejrzał itp.) Funkcjonuje pogłoska, jakoby w znanej Klukowi taksonomii ludowej nazwy nasięźrzał i podejźrzon oznaczały odpowiednio Botrychium i Ophioglossum, ale on zamienił te nazwy, co miałoby utrudnić praktykowanie guseł. Niemniej podejźrzon księżycowy w systemie Kluka był uznany za gatunek długosza, jako długosz podezrzon (Osmunda lunaria), z adnotacją, że dawniej znany był jako Lunaria botrytis. W związku z tym Stanisław Bonifacy Jundziłł w ogóle cały rodzaj Osmunda określał jako podezrzoń. Podobne utożsamianie rodzajów Osmunda i Botrychium, a także Blechnum (podrzeń), występowało również w innych językach. Wyjątkowo zdarzało się nazywanie przedstawicieli Ophioglossum nasięźrzałem, ale zwykle zaznaczano, że to odrębne taksony. Etymologia nie jest jasna, przypuszczalnie związek z czasownikiem podejrzeć nawiązuje do przypisywanych roślinie magicznych właściwości.
W językach wschodniosłowiańskich funkcjonują lub funkcjonowały nazwy nawiązujące do przypisywanych podejźrzonowi magicznych właściwości, w rosyjskim гроздовник trb. grozdownik trl. grozdovnik, w ukraińskim грознянка trb. hroznianka trl. groznânka, лубизіле trb. łubyziłe trl. lubizìle. W języku czeskim funkcjonowała podobna nazwa hroznatěnka, ale także zasevratec czy nazwa w formie zdania vrať se zase, które dały źródło późniejszej nazwie vratička. Szymon Syreński (Syreniusz), prawdopodobnie pod tym wpływem, jako jeden z synonimów podał formę wróć się zaś.